# Daniel Vickerman
Pour les articles homonymes, voir Vickerman.

a Compétitions nationales et continentales officielles uniquement.

b Matchs officiels uniquement.
Dernière mise à jour le 18 février 2017.
Daniel Vickerman, appelé aussi Dan Vickerman, né le 4 juin 1979 au Cap et mort le 18 février 2017 à Sydney, est un joueur australien de rugby à XV évoluant au poste de deuxième ligne. Il compte 63 sélections avec l'équipe d'Australie.

## Biographie
Daniel Vickerman met sa carrière professionnelle rugbystique entre parenthèses à la fin de la saison 2008 pour commencer des études sur la terre en termes de sciences économiques à l'université de Cambridge pour 3 ans. Il a disputé 2 Varsity Match contre Oxford. À partir de 2009, il combine ses études avec la reprise du rugby professionnel avec les Northampton Saints. En 2011, il retourne en Australie disputer le Super 15 avec les Waratahs. En 2012, une fracture de fatigue à la jambe droite l'empêche de disputer la saison 2012 de Super Rugby, et il décide d'annoncer sa retraite sportive.
Sa mort, survenue le 18 février 2017 à l'âge de 37 ans dans sa maison familiale de Sydney, est annoncée par l'ARU.

## Carrière

### En club
- 2001-2003 :  Brumbies
- 2003-2008 :  Waratahs
- 2009-2011 :  Northampton Saints
- 2011 :  Waratahs

### En équipe nationale
Daniel Vickerman a joué avec les équipes d'Afrique du Sud et d'Australie des moins de 21 ans.
Vickerman a eu sa première sélection le 29 juin 2002 contre l'équipe de France.
Il a disputé quatre matchs de la coupe du monde de 2003, dont un comme titulaire, quatre matchs en tant que titulaire lors de la coupe du monde de 2007 et cinq matchs de la coupe du monde de 2011, dont quatre comme titulaire.

## Palmarès

### En club et province
- 87 sélections en province : 29 avec New South Wales et 34 avec Brumbies
- 86 matchs de Super 12/14/15 : 53 avec Waratahs et 33 avec Brumbies
- Vainqueur du Varsity Match avec Cambridge en 2009

### En équipe nationale
- Deuxième de la coupe du monde 2003
- défaite en Quart de finale de la coupe du monde 2007
- Troisième de la coupe du monde 2011

- Nombre de matchs avec l'Australie : 63
- Sélections par année : 4 en 2002, 11 en 2003, 12 en 2004, 4 en 2005, 10 en 2006, 11 en 2007, 3 en 2008 et 8 en 2011.